# Léon Johnson
Léon Johnson (n. 29 februarie 1876, Nisa, Franța – d. 2 ianuarie 1943, Paris, Île-de-France, Franța) a fost un trăgător de tir ce a reprezentat Franța, medaliat olimpic. A participat la 3 ediții ale Jocurilor Olimpice (1908, 1912, 1920) în care a câștigat două medalii de argint și o medalie de bronz.